# Biografielijst O-Oa

## O
- Dara Ó Briain (1972), Iers stand-upcomedian en televisiepresentator
- Henry O (1927), Chinees-Amerikaans acteur
- Seán Ó Riada (1931-1971), Iers componist, muziekpedagoog en muzikant

## Oak
- Danny Oakes (1911-2007), Amerikaans autocoureur
- Oliver Oakes (1988), Brits autocoureur

## Oat
- Lawrence Edward Grace Oates (1870-1912), Brits ontdekkingsreiziger
- Warren Oates (1928-1982), Amerikaans acteur